# 赛哈密
赛哈密·赛惹化阿峇（1944年1月15日—），马来西亚从政者，为巫统党员。他曾经于1990年至2008年以来代表国民阵线当选为柔佛哥打丁宜的国会议员 ，并先后在马哈迪·莫哈末及阿都拉·巴达威内阁中出任国防部长、外交部长、内政部长等要职。他也曾是陆路公共交通委员会的主席。2018年6月29日，赛哈密宣布退出巫统，原因是现在的巫统已经变质，不理解人民的需求。2018年9月26日正式宣布加入土著团结党，并担任该党选举主任。

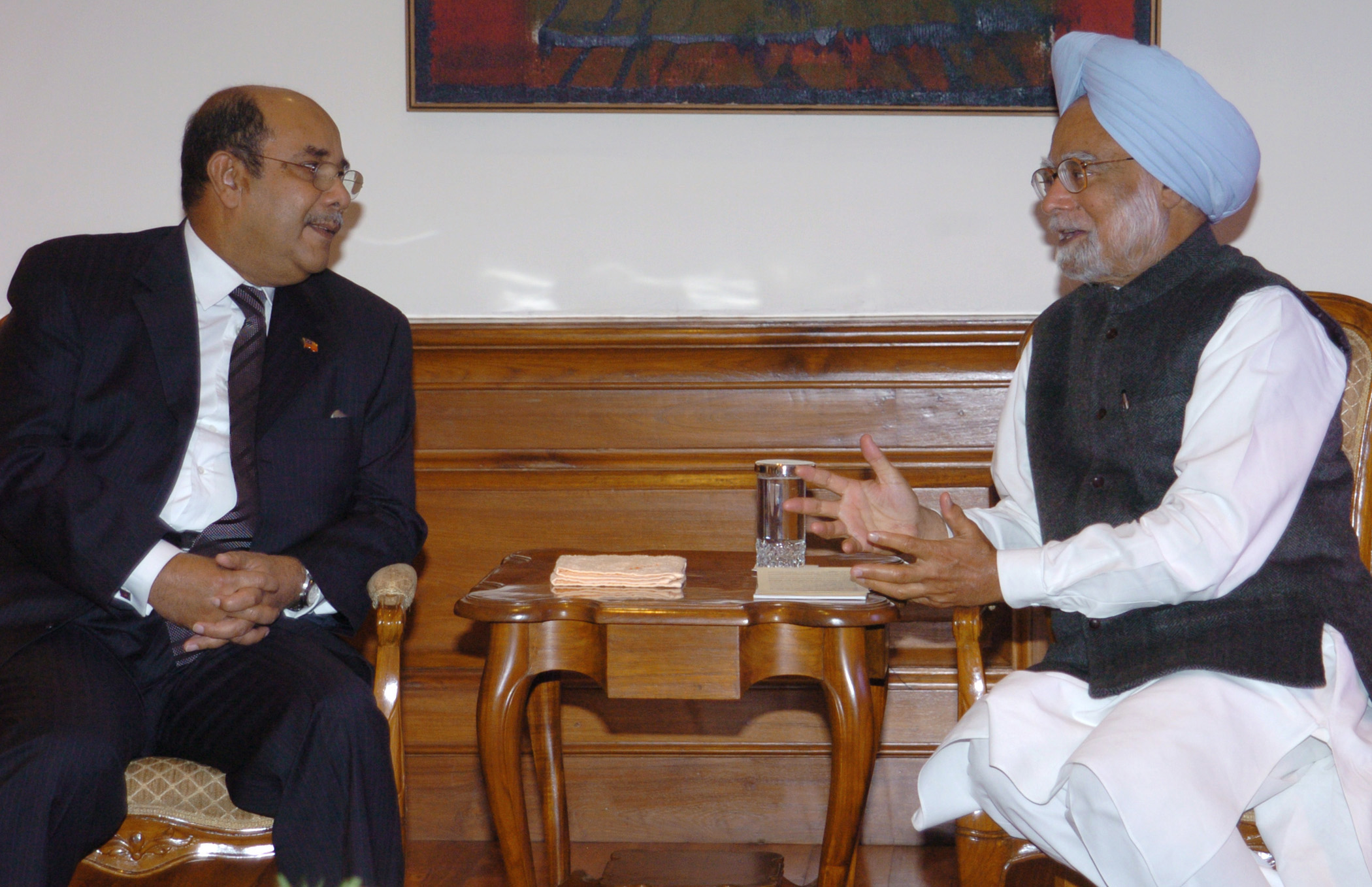
2007年2月16日赛哈密在新德里与印度总理曼莫汉·辛格会面

## 卸任
2013年4月12日，赛哈密宣布不会在第13届大选中寻求连任哥打丁宜国会议员席位。

## 人物观点
2017年11月18日，赛哈密表示，有别于时任首相纳吉·阿都拉萨，当年马哈迪·莫哈末担任首相期间，被视为敏感的课题在国会是可以自由辩论的。赛哈密从1990至1995年负责国会事务，他说所有提交的问题都是由政府回答的，尽管有些答案不能让反对党满意。
2020年10月25日，赛哈密表示，时任首相慕尤丁欲通过颁布紧急状态保住政权，不会获得马来西亚人民的支持。他说：“此刻颁布紧急状态不会为人民所接受。民众认为这是在挑战（马来西亚）议会民主制度及议会主权的宗旨和精神。”。此外他也说：“请注意泰国正在发生的事情。”（2020年泰国示威）。

## 荣誉

### 外国勋章奖章
- 旭日大绶章（日本，2019年5月21日公布[8]）